# Союз ящерицы
Союз ящерицы или Общество ящерицы (нем. «Eidechsen-Gesellschaft», пол. «Związek / Towarzystwo Jaszczurczy») — тайное общество внутри Тевтонского (Немецкого) ордена. 

## История
Союз ящерицы был основан  21 сентября 1397 г. (в день св. Матфея) в окрестностях замка Реден (Кульмская земля, Пруссия). Его основателями являлись братья Николаус и Иоганнес фон Ренис, а так же братья Фридрих и Николаус фон Кинтенау. После смерти последнего его место с 1408 г. занял Оттон из Коньяд.
Изначальной целью объединения рыцарей являлось противостояние ущемлениям своих прав и несправедливости, о чём было заявлено в учредительном документе Союза ящерицы: "...вышеназванные четверо [создатели Союза], и все те, кто еще присоединится к нашему Союзу, поддерживали друг друга в необходимых им честных делах со всей возможной любовью и добротой, вместе противостояли предательству, лжи, огорчению, несправедливости и всякому злу, которое могут причинить нынешнему или будущему участнику Союза открыто или тайно, лично или при посредничестве других людей. Это зло может быть увечьем, посягательством на честное имя или владения. Мы будем противостоять всем, кроме правителей..." . Будучи рыцарским союзом, объединение принимало в свои ряды только знатных рыцарей, но впоследствии, когда сообщество стало активно вмешиваться в политику, в объединение стали принимать различных чиновников и бургомистров важнейших городов, чтобы усилить своё влияние.
У великого магистра Тевтонского ордена Ульриха фон Юнгингена не было подозрений в отношении данного Союза. Более того в 1408 г. видя угрозу со стороны Польши и Литвы, он, чтобы заручиться поддержкой данного общества официально признал её как закрытое дворянское сообщество, что говорит о его доверии. Также во время Великой войны в 1410 г., когда магистр созывал рыцарей на войну с поляками, рыцари «Союза ящерицы» тоже взялись за оружие и формально встали на защиту орденского государства. Но во время битвы под Грюнвальдом (Танненбергом) Николаус фон Ренис, который был знаменосцем Кульмской земли, совершил измену, он опустил знамя, что было сигналом к отступлению. Отступившие с ним полки ослабили натиск, и поляки разбили армию Тевтонского ордена. Однако историки ставят под сомнение его предательство.
После войны новым великим магистром ордена избрали Генриха фон Плауэна. Из-за недовольства его политикой и из-за своего бедственного положения члены Союза ящерицы в 1411 г. спланировали против него заговор. Однако попытка смещения магистра оказалась неудачной. Часть заговорщиков бежала в Польшу, часть была казнена (среди них Николаус фон Ренис).
Предполагается, что с 1440 г. Союз ящерицы оказывали активное влияние на недавно образовавшийся Прусский союз. В феврале 1454 г. Прусский союз поднял восстание против Тевтонского ордена. 4 февраля 1454 г. лидер прусской конфедерации Ганс фон Байзен издал акт, по которому дворяне и города освобождались от орденской власти. Восставшие запросили поддержки у короля польского Казимира IV. К нему отправили посольство с целью официально предложить присоединить к своему королевству земли Западной Пруссии. Было создано посольство, во главе которого стояли рыцари Союза ящерицы. В итоге Западная Пруссия были присоединена к польской короне.
В польском городе Рыньск (бывш. Ренис) 21 мая 1961 г. в городском парке была открыта мемориальная доска, посвящённая Николаусу фон Ренису.